# Damen med hunden
Damen med hunden (ryska: Дама с собачкой, svensk transkription: Dama s sobatjkoj) är en kärleksnovell av Anton Tjechov. Novellen publicerades 1899 och ses som ett av Tjechovs mest betydande verk. Den utspelar sig bland annat på Jalta och i Moskva.